# Hungry, Hungry Homer
Hungry, Hungry Homer, llamado El hambriento, hambriento Homer en España y Homero idealista en Hispanoamérica, es un episodio perteneciente a la dudécima temporada de la serie animada Los Simpson, emitido por primera vez en Estados Unidos el 4 de marzo de 2001 y el 14 de octubre de 2001 en Hispanoamérica. Fue escrito por John Swartzwelder, dirigido por Nancy Kruse, y la estrella invitada fue Stacy Keach como Howard K. Duff III. En el episodio, Homer hace una huelga de hambre para conseguir que los directivos de los Isótopos de Springfield confesasen que planeaban mudar el equipo a Albuquerque. 

## Sinopsis
Todo comienza cuando la familia Simpson visita Cubolandia (Blockoland). Lisa queda entristecida cuando descubre que su Torre Eiffel hecha de cubos tenía una pieza perdida. Al principio, Homer ignora la situación de Lisa pero por un reclamo de Marge, decide regresar con toda la familia. Homer va en busca de la pieza faltante y tras solucionar el problema, se da cuenta de que ayudar a los demás no era tan malo como pensaba. 
Empieza a ayudar a algunas personas. Ayuda a Bart a conseguir pareja para un baile y a Marge para que le hagan valer su cupón de descuento en la peluquería. Cuando trata de ayudar a Lenny para conseguir un reembolso de dinero por sus entradas para ver los partidos de béisbol de los Isótopos de Springfield, Homer se encuentra con el dueño del equipo, Howard K. Duff VIII. El dueño se niega a reembolsar el dinero y le pide a Homer que se vaya, pero este se equivoca de puerta y abre una puerta donde estaba varios productos con el nombre "Isotopes de Albuquerque" (cuando los Isotopes eran de Springfield) por lo que Homer descubre que Duff quería mudar el equipo de béisbol de Springfield a Albuquerque. Duff insiste en que no se iban a mudar a ningún lado, y llama a Duffman para drogar a Homer y así evitar que diga la verdad al pueblo.
Homer queda shockeado y trata de alertar a los medios de comunicación sobre el plan, pero Duff hace desaparecer todas las evidencias de la mudanza del equipo, haciendo que nadie le crea a Homer. En respuesta, Homer comienza una huelga de hambre, encadenándose a sí mismo a un poste cercano al Estadio de los Isotopes; con lo cual, quería obligar a los dueños del equipo a admitir que el equipo se mudaría a Albuquerque. Su huelga atrae mucho la atención, por lo que los propietarios de los Isotopes deciden poner a Homer a un lado del campo de juego, explotando su popularidad, para que la gente deba pagar por verlo. Pronto Homer (que había empezado a ser conocido en los medios como "El Hambriento Homer Simpson") se pone muy flaco y enfermo, por lo que Duff decide sacarlo del campo de juego, reemplazándolo por un hombre traga-pintura. 
En una ceremonia pública, el dueño del equipo le quita a Homer sus cadenas y le ofrece un hotdog gratis. Homer se da cuenta de que el hotdog está cubierto de ingredientes provenientes del sudoeste del país, ingredientes que provenien de Albuquerque. El público que había ido a ver a los Isotopes, además, se da cuenta de que los hotdogs estaban rodeadas con servilletas que decían "Isotopes de Albuquerque" por lo que, comprenden que Homer decía la verdad. Howard K. Duff VIII trata de seguir negando todo, pero todo el público, e incluso Duffman, se ponen en su contra. La huelga de hambre de Homer se acaba cuando celebra bajo una lluvia de comida arrojada por el público, quienes ahora lo adoraban como a un héroe. Homer come la comida que se le arroja. 
Mientras tanto, el alcalde de Albuquerque observa lo que hizo Homer a través de la televisión por lo que decide abandonar su plan de robar a los Isotopes. En lugar de eso, pide comprar a los Cowboys de Dallas (pese a que jugaban fútbol americano) y hacerlos jugar béisbol y aunque esto pareciera imposible, el alcalde insiste en su idea pues según él dice: "¡Yo soy el Alcalde de Albuquerque!", terminando así el episodio.